# Chiesa della Natività della Beata Vergine Maria (Bergamo)
La chiesa della Natività ella Beata Vergine Maria  è un luogo di culto cattolico di Bergamo, conosciuta anche come chiesa della Madonna del Bosco per la sua posizione nel quartiere Colli, dislocato dal centro urbano e ricco di piante di querce, ornelli, aceri e carpini. La sua costruzione risale al XVII secolo. La chiesa fu innalzata a parrocchiale del 1925.

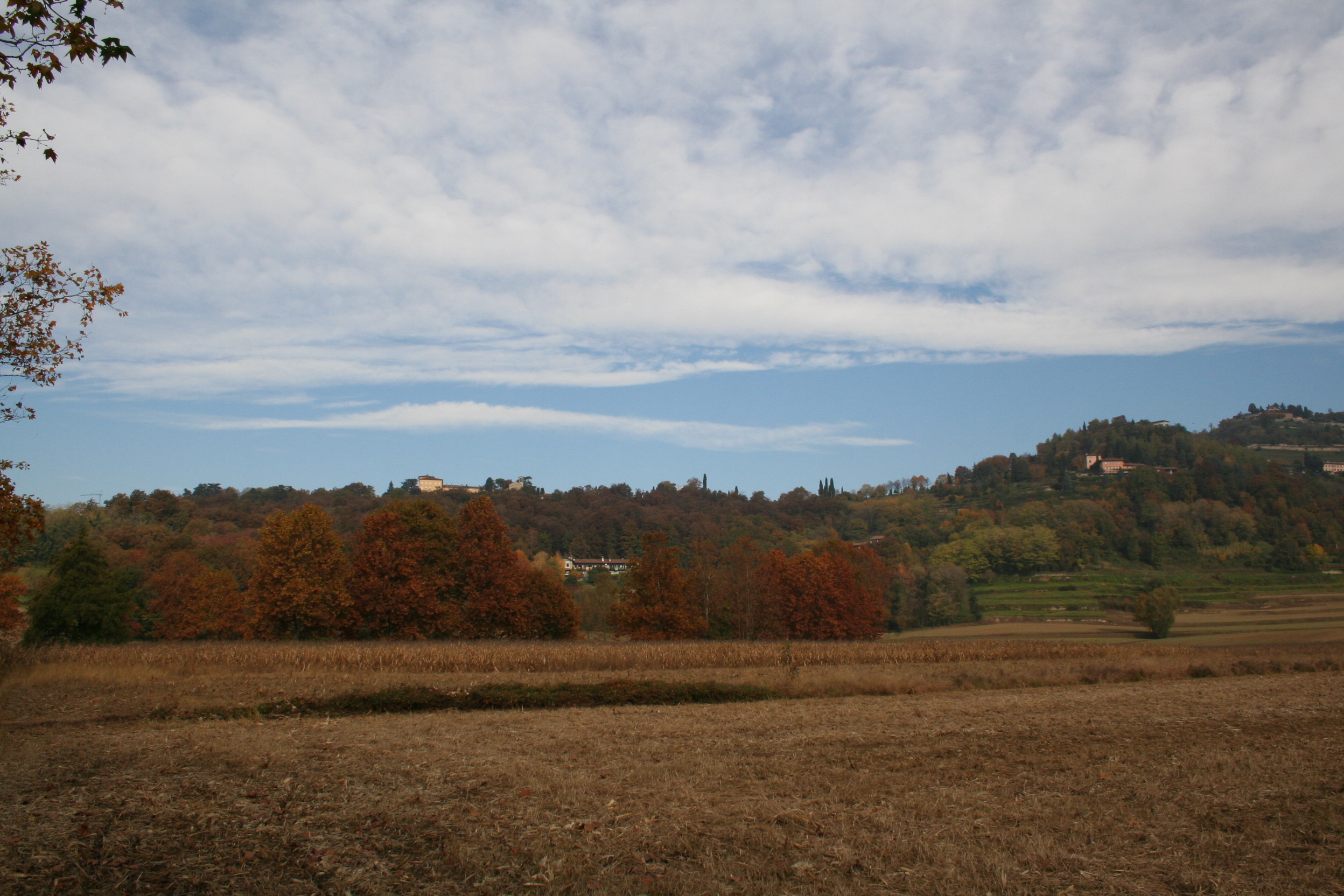
Valle di Astino-Quartiere Bosco

## Storia
La chiesa fu edificata dove vi era una piccola chiesa devozionale dedicata alla Madonna e voluta dagli abitanti la valle di Astino, nella zona detta bosco dell'Allegrezza nome preso della torre diroccata posta nella località. L'edificio originario era molto piccolo, della misura di quella che divenne poi la sagrestia, e da subito fu fornita della torre campanaria e della sagretia. Il piccolo oratorio fu consacrato l'8 settembre 1615 , data conservata sulla lapide commemorativa posta sulla facciata a suo ricordo. Le spese della chiesa erano sostenute dagli abitanti le piccole contrade poste in prossimità.
L'edificio fu demolito e ricostruito su progetto di un capomastro Giuseppe Gamba di Sombreno nelle forme architettoniche neoclassiche del tempo nel 1762.
Nella prima metà del XX secolo fu costruito il campanile con il concerto di cinque campane in sol gentile, realizzate dalla ditta Monzini di Bergamo nel 1938. Le campane furono requisite nel 1943 durante il secondo conflitto. Fu la ditta milanese Barigozzi a fondere due nuove campane che furono consacrate il 7 ottobre 1953 dal monsignor Benigno Carrara, dopo che la torre campanaria fu ulteriormente innalzata nel 1952. La chiesa fu visitata dal vescovo di Bergamo Adriano Bernareggi nel 1950, che consacrò e dedicò l'altare maggiore alla Natività di Maria Vergine, inserendo nell'altare le reliquie di sant'Alessandro e santa Maria Goretti. La chiesa fu nuovamente consacrata e dedicata dal vescovo Giulio Oggioni alla Natività di Maria il 7 settembre 1980.
La facciata fu ultimata nel 1985 con la posa delle statue dei santi Massimiliano Maria Kolbe, Giuseppe, Giovanni Apostolo e Giovanni evangelista, san Bernardo, tutti lavori di Mario Toffetti, e la benedizione il 15 settembre dal vescovo di Brescia Luigi Morstabilini.

## Descrizione

### Esterno
La chiesa preceduta da un ampio sagrato, si presenta con il classico orientamento a est. Il lato a sud è lambito dalla strada e la canonica è posta sul lato a sud. La facciata si compone su due ordini. Quello inferiore è diviso da lesene in cemento, quattro complete di controlesene, e due lesene semplici aventi zoccolatura martellinata e culminanti con capitelli e con la trabeazione che sorregge lo sporgente cornicione. In questa sezione è inserito centralmente il portone con cornici in pietra arenaria e completo di timpano arcuato e spezzato. La sezione superiore è di misure inferiori, corrisponde solo alla parte centrale di quella inferiore. Quattro lesene semplici complete di capitelli sorreggono il cornicione. Questa sezione lateralmente prosegue con due parti di muro rampante. Centralmente si apre la grande finestra rettangolare con vetro istoriato, atta a illuminare l'aula. Poste sopra le lesene laterali della sezione inferiore vi sono le due statue in marmo raffiguranti san Bernardo e san Massimiliano Kolbe. La parte superiore della facciata conserva le statue dei santi Giovanni Battista e Giovanni Evangelista e san Giuseppe, mentre la parte centrale ospita la statua della Madonna.

### Interno
L'interno si presenta a navata unica con una prima parte che si apre sulla parte centrale avente il soffitto a botte e completa di due brevi transetti che conservano gli altari dedicati alla Madonna del Rosario a sinistra e corrispondente quello al Santissimo Crocifisso. L'aula prosegue con la seconda parte che si collega con l'arco trionfale al presbiterio sollevato di due gradini e di misure inferiori. Lesene ricoperte in marmo complete di zoccolatura e capitelli corinzi, sorreggono la trabeazione e il cornicione che percorre tutta l'aula e che sorregge la copertura a volta. Due aperture ad arco a tutto sesto poste su ogni lato dell'aula la illuminano.

La chiesa conserva come pala d'altare la tela di Francesco Zucco del 1626 raffigurante Madonna col Bambino e santi.

L'interno conserva sulla controfacciata, sopra la bussola, la tela di Sebastiano Cima raffigurante San Carlo Borromeo e san Francesco d'Assisi in adorazione della Croce firmato e datato 1634, la tela è considerata la migliore opera dell'artista bergamasco.
Lateralmente vi sono le tele e la Via Crucis lavori di Gaetano Peverada del XVIII secolo, mentre la decorazione della cupola è opera di Giacomo Gritti. Numerose le maestranze che hanno lavorato per le decorazioni e i lavori di muratura nel corso del XX secolo. 
La chiesa è completa dell'organo della ditta Serassi realizzato nel primo Ottocento.